# Manuel Belletti
Manuel Belletti (Cesena, Emília-Romanya, 14 d'octubre de 1985) és un ciclista italià, professional des del 2008. Actualment corre a l'equip Eolo-Kometa Cycling Team.
En el seu primer any com a professional, el 2008, va córrer a l'equip Serramenti PVC, on aconseguí una victòria d'etapa al Clásico Ciclístico Banfoandes. L'any següent no aconseguí cap victòria i sols destaquen dues segones posicions al Giro de Toscana i al Gran Premi de Fourmies. El 2010 ha aconseguít el que fins al moment és la seva victòria més important, en imposar-se en una etapa del Giro d'Itàlia, amb final a Cesenatico.

## Palmarès
- 2007
  - 1r al Trofeu Banca Popolare Piva
- 2008
  - Vencedor d'una etapa al Clásico Ciclístico Banfoandes
- 2010
  - 1r a la Coppa Bernocchi
  - Vencedor d'una etapa al Giro d'Itàlia
- 2011
  - Vencedor d'una etapa del Giro de la Província de Reggio de Calàbria
  - Vencedor d'una etapa de la Setmana Internacional Coppi i Bartali
  - Vencedor d'una etapa de la Volta a Turquia
  - Vencedor d'una etapa del Brixia Tour
- 2012
  - Vencedor d'una etapa a la Ruta del Sud
- 2012
  - Vencedor d'una etapa al Tour del Llemosí
- 2015
  - 1r al Gran Premi de la costa dels Etruscs
  - 1r al Dwars door Drenthe
  - Vencedor d'una etapa a la Setmana Internacional de Coppi i Bartali
- 2016
  - Vencedor d'una etapa a la Setmana Internacional de Coppi i Bartali
- 2018
  - 1r a la Volta a Hongria i vencedor d'una etapa
  - Vencedor d'una etapa al Tour de Langkawi
- 2019
  - Vencedor d'una etapa al Giro de Sicília
  - Vencedor d'una etapa al Tour de Bretanya
  - Vencedor d'una etapa a la Volta a Hongria

### Resultats al Giro d'Itàlia
- 2010. Abandona (15a etapa). Vencedor d'una etapa
- 2011. Abandona (13a etapa)
- 2012. Abandona (15a etapa)
- 2013. 144è de la classificació general
- 2014. Abandona (14a etapa)
- 2015. Abandona (12a etapa)
- 2016. No surt (18a etapa)
- 2018. 123è de la classificació general
- 2019. 109è de la classificació general
- 2021. Abandona (6a etapa)